# Masso dell'Aquila
Il Masso dell'Aquila è una formazione rocciosa monzogranitica dell'isola d'Elba, sede di un insediamento dell'Età del Bronzo e di una necropoli rupestre utilizzata fino al VI secolo a.C.
« Per la via però si vedono due di quegli scherzi (...), cioè in tal modo sono tagliati due grossi pezzi di granito che di lontano uno sembra un Uomo e l'altro un'Aquila. »
Guglielmo Della Valle, Lettere sanesi, 1784
Il sito è stato esplorato per la prima volta nel 1967 ed ha restituito numerosi materiali esposti presso il Museo archeologico di Marciana, appartenenti sia al villaggio sia alla necropoli. I materiali risalenti all'Età del Bronzo sono costituiti da vasellame frammentario con ingobbio, vasetti miniaturistici, bollitoi per latte, pesi da telaio, fusaiole e rocchetti in argilla; i reperti relativi all'età etrusco-arcaica sono rappresentati da fibule di bronzo, kantharoi in bucchero, kylikes ioniche d'imitazione etrusca, un aryballos globulare, un alabastron corinzio, olpai del Gruppo ad archetti intrecciati e del Gruppo di Hercle.

## Il «Telegrafo di Napoleone»
Il Masso dell'Aquila, trovandosi a breve distanza dal Santuario della Madonna del Monte, fu sede di un telegrafo ottico utilizzato da Napoleone Bonaparte nel settembre 1814.